# Фейнмановские лекции по физике
«Фе́йнмановские ле́кции по фи́зике» — курс лекций по общей физике, выпущенный американскими физиками — Ричардом Фейнманом, Робертом Лейтоном и Мэттью Сэндсом. Одна из наиболее известных и популяризованных технических работ Фейнмана. Считается канонической интерпретацией современной физики, в том числе её математических аспектов, электромагнетизма, ньютоновской механики, квантовой физики, вплоть до взаимосвязей физики с другими науками.
Три тома были составлены по итогам двухгодичного курса, прочитанного Фейнманом в 1960-х в Калтехе. Оригинальные названия этих томов:
- Feynman Lectures on Physics. Volume 1. Mainly mechanics, radiation, and heat (Фейнмановские лекции по физике. Том 1. В основном механика, излучение и теплота).
- Feynman Lectures on Physics. Volume 2. Mainly electromagnetism and matter (Фейнмановские лекции по физике. Том 2. В основном электромагнетизм и материя).
- Feynman Lectures on Physics. Volume 3. Quantum mechanics (Фейнмановские лекции по физике. Том 3. Квантовая механика).

«Фейнмановские лекции по физике» были переведены на многие языки. Более полутора миллионов экземпляров напечатано и продано только на английском, число проданных экземпляров на русском составляет около миллиона. С 2021 года по февраль 2022 года первый том русского издания распространялся бесплатно и легально в рамках проекта «Дигитека».

## История создания
К 1960 году исследования Ричарда Фейнмана помогли решить некоторые фундаментальные проблемы теоретической физики. За свои работы по квантовой электродинамике он был удостоен Нобелевской премии по физике 1965 года. В это же время в Калифорнийском технологическом институте встал вопрос о качестве вводных курсов физики, читаемых студентам. Имелось ощущение, что в курсах преобладает старомодный план обучения, оставляющий без внимания выдающиеся открытия современной физики.
Было решено видоизменить вводный курс физики, предлагаемый студентам, таким образом, чтобы он лучше охватывал научные достижения последних лет, и при этом был достаточно увлекательным, чтобы заинтересовать студентов наукой. Фейнман с лёгкостью согласился прочитать курс, но не более одного раза. Университет, понимая, что лекции станут историческим событием, взялся записывать все лекции и фотографировать все рисунки, которые Фейнман делал на доске.
Основываясь на этих лекциях и рисунках, команда физиков составила рукопись, которая затем стала Фейнмановскими лекциями по физике. Хотя наиболее важной научной работой Фейнмана была его работа по квантовой электродинамике, Фейнмановские лекции стали наиболее читаемой и популярной его работой.
Фейнмановские лекции считаются одним из лучших вводных курсов по физике. Однако сам Фейнман, как сказано в его предисловии к лекциям, пессимистически относился к успеху своих лекций.

## Особенности
Лекции Фейнмана имеют ряд отличительных особенностей, среди которых можно выделить сведение к минимуму использования «учёного языка», широкий спектр освещаемых тем и непривычную последовательность изложения.

Отказ от привычной последовательности изложения — одна из отличительных особенностей фейнмановских лекций. В них рассказано не только о конкретных задачах, но и о месте, которое занимает физика в ряде других наук, о путях описания и изучения явлений природы. Вероятно, представители других наук — скажем, математики — не согласятся с тем местом, которое отводит этим наукам Фейнман. Для него, как физика, «своя» наука, конечно, выглядит самой главной. Но это обстоятельство не занимает много места в его изложении. Зато в его рассказе ярко отражаются те причины, которые побуждают физика вести тяжелую работу исследователя, а также те сомнения, которые у него возникают, когда он сталкивается с трудностями, кажущимися сейчас непреодолимыми.— Я. Смородинский. Из предисловия к читателям русского издания. Январь 1965 года

## Издания на русском языке
Первое издание на русском языке, выпущенное издательством «Мир», датируется 1965 годом. За счёт разницы в формате книг первый том был разделен на четыре, второй на три, а третий на две книги. Таким образом, тот же объём материала размещён в девяти томах. Нумерация глав сохранена оригинальной, то есть тома с первого по четвёртый (главы 1-52), с пятого по седьмой (главы 1-41), восьмой и девятый (1-19) имеют сквозную нумерацию глав. Первое издание задачника представляет собой один том, десятый по счету.

### Российское издание 2004 года
- Фейнман Р., Лейтон Р., Сэндс М. Фейнмановские лекции по физике. Выпуск 1. Современная наука о природе. Законы механики. Выпуск 2. Пространство. Время. Движение (издание 5). — Эдиториал УРСС. — ISBN 978-5-382-00273-6.
- Фейнман Р., Лейтон Р., Сэндс М. Фейнмановские лекции по физике. Том 3: Излучение. Волны. Кванты. Перевод с английского (издание 4). — Эдиториал УРСС. — ISBN 5-354-00701-1.
- Фейнман Р., Лейтон Р., Сэндс М. Фейнмановские лекции по физике. Том 4: Кинетика. Теплота. Звук. Перевод с английского (издание 4). — Эдиториал УРСС. — ISBN 5-354-00702-X.
- Фейнман Р., Лейтон Р., Сэндс М. Фейнмановские лекции по физике. Том 5: Электричество и магнетизм. Перевод с английского (издание 3). — Эдиториал УРСС. — ISBN 5-354-00703-8.
- Фейнман Р., Лейтон Р., Сэндс М. Фейнмановские лекции по физике. Том 6: Электродинамика. Перевод с английского (издание 3). — Эдиториал УРСС. — ISBN 5-354-00704-6.
- Фейнман Р., Лейтон Р., Сэндс М. Фейнмановские лекции по физике. Том 7: Физика сплошных сред. Перевод с английского (издание 3). — Эдиториал УРСС. — ISBN 5-354-00705-4.
- Фейнман Р., Лейтон Р., Сэндс М. Фейнмановские лекции по физике. Тома 8, 9: Квантовая механика. Перевод с английского (издание 3). — Эдиториал УРСС. — ISBN 5-354-00706-2.
- Фейнман Р., Лейтон Р., Сэндс М. Фейнмановские лекции по физике. Задачи и упражнения с ответами и решениями к выпускам 1—4. Перевод с английского (издание 4). — Эдиториал УРСС. — ISBN 5-354-00697-X.
- Фейнман Р., Лейтон Р., Сэндс М. Фейнмановские лекции по физике. Задачи и упражнения с ответами и решениями к выпускам 5—9. Перевод с английского (издание 4). — Эдиториал УРСС. — ISBN 5-354-00707-0.

### Российское издание 2019-2021 годов[5]
- Фейнман Р., Лейтон Р., Сендс М. Современная наука о природе. Законы механики. Пространство. Время. Движение. — Москва: АСТ, 2019. — Т. 1. — 478 с. — (Феймановские лекции по физике). — ISBN 978-5-17-113006-0.
- Фейнман Р., Лейтон Р., Сендс М. Излучение. Волны. Кванты. Кинетика. Теплота. Звук. — Москва: АСТ, 2019. — Т. 2. — 496 с. — (Феймановские лекции по физике). — ISBN 978-5-17-119009-1.
- Фейнман Р., Лейтон Р., Сендс М. Электричество и магнетизм. — Москва: АСТ, 2019. — Т. 3. — 304 с. — (Феймановские лекции по физике). — ISBN 978-5-17-113011-4.
- Фейнман Р., Лейтон Р., Сендс М. Электродинамика. — Москва: АСТ, 2020. — Т. 4. — 352 с. — (Феймановские лекции по физике). — ISBN 978-5-17-113012-1.
- Фейнман Р., Лейтон Р., Сендс М. Физика сплошных сред. — Москва: АСТ, 2020. — Т. 5. — 320 с. — (Феймановские лекции по физике). — ISBN 978-5-17-113013-8.
- Фейнман Р., Лейтон Р., Сендс М. Квантовая механика. — Москва: АСТ, 2021. — Т. 6. — 528 с. — (Феймановские лекции по физике). — ISBN 978-5-17-135436-7.
- Фейнман Р., Лейтон Р., Сендс М. Задачи и упражнения. — Москва: АСТ, 2021. — Т. 7. — 400 с. — (Феймановские лекции по физике). — ISBN 978-5-17-136615-5.